# Ngọc Sơn
Ngoc Son (26 de noviembre de 1968, Hai Phong), es un cantante vietnamita popularmente conocido por su talento musical. Ngoc Son ha llevado a cabo muchos programas de música. No sólo interpreta canciones étnicas, sino también  pop, rap y rock entre otros. Ngoc Son tuvo bastante éxito con un centenar de discos compactos en la industria musical y álbumes personales, junto con un selección de 30 pistas de música en idiomas extranjeros. Ngoc Son adjudicó su Voz en las provincias del oeste en 1985, Ternura Singer de 1989, en Nha Trang, y, por su Ngoc Son Pop CD 1, los ganadores de disco de oro en 1997.

## Canciones
1. Chuyến đò dang dở
2. Đêm Cuối
3. Giấc Mơ Buồn
4. Giận Hờn
5. Hình Bóng Cha Già
6. Lời Tỏ Tình Dễ Thương
7. Lời Tỏ Tình Dễ Thương 2
8. Lòng Mẹ 2
9. Màu Tím Penseé
10. Nhớ Về Em
11. Những Đêm Lạnh Giá
12. Thương Quá Quê Hương
13. Tình Cha
14. Tình Mẹ
15. Trọn Đời Yêu Em
16. Vòng Tay Lỡ Làng
17. Yêu Dân Tộc Việt Nam